# Gare de Gauriaguet
La gare de Gauriaguet est une gare ferroviaire française de la ligne de Chartres à Bordeaux-Saint-Jean située sur le territoire de la commune de Gauriaguet, dans le département de la Gironde, en région Nouvelle-Aquitaine.
C'est une halte ferroviaire de la société nationale des chemins de fer français (SNCF) desservie, par des trains TER Nouvelle-Aquitaine.

## Situation ferroviaire
Établie à 52 m d'altitude, la gare de Gauriaguet est située au point kilométrique (PK) 582,665 de la ligne de Chartres à Bordeaux-Saint-Jean, entre les gares de Cavignac et Aubie - Saint-Antoine.

## Histoire

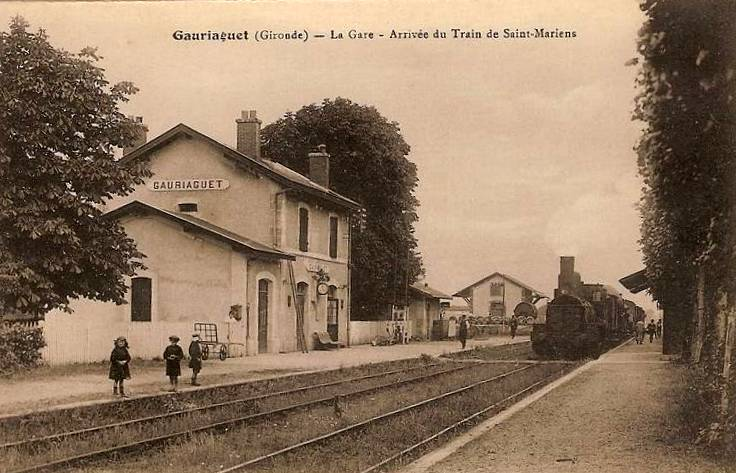
La gare au début du XXe siècle

## Fréquentation
De 2015 à 2023, selon les estimations de la SNCF, la fréquentation annuelle de la gare s'élève aux nombres indiqués dans le tableau ci-dessous.
| Année     | 2015   | 2016   | 2017   | 2018   | 2019   | 2020   | 2021   | 2022   | 2023   |
| --------- | ------ | ------ | ------ | ------ | ------ | ------ | ------ | ------ | ------ |
| Voyageurs | 24 319 | 25 723 | 31 982 | 31 528 | 41 321 | 39 013 | 46 806 | 60 009 | 70 044 |

## Service voyageurs

### Accueil
Halte SNCF, c'est un point d'arrêt non géré (PANG) à entrée libre.

### Desserte

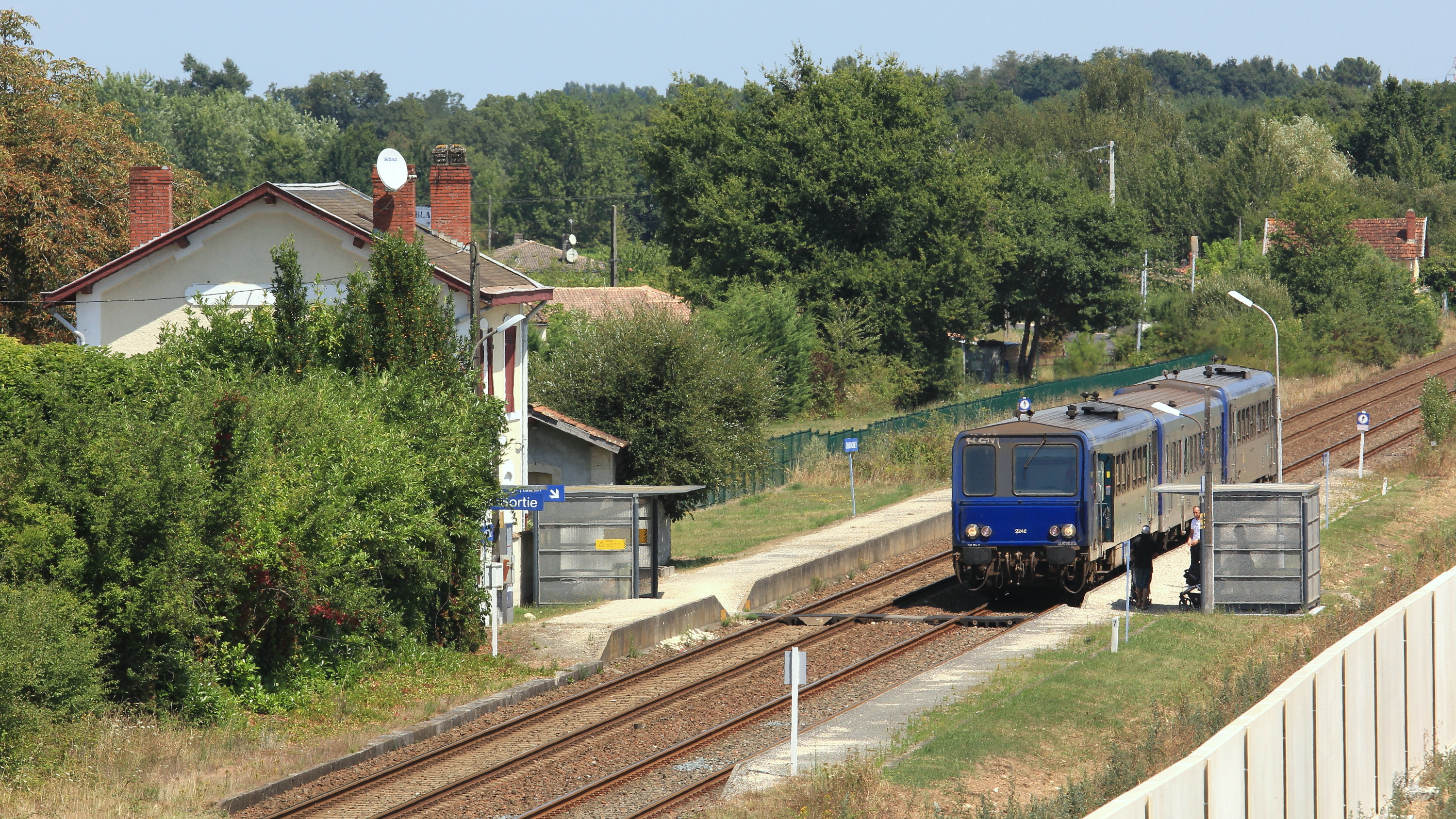
Un TER s'arrête en gare.

Gauriaguet est desservie par des trains du réseau TER Nouvelle-Aquitaine qui effectuent des missions entre Bordeaux-Saint-Jean et Saint-Mariens - Saint-Yzan (ou au-delà).

### Intermodalité
Un parking et un parking à vélos sécurisé sont disponibles à proximité de la halte.